# Paulo Américo Veiga Wolowsky
Paulo Américo Veiga Wolowski (* 10. Oktober 1946 in Curitiba) ist ein brasilianischer Diplomat.

## Leben
Paulo Américo Veiga Wolowsky ist der Sohn von Justina Veiga Wolowski und Vitoldo Zeroslau Wolowski. 1971 absolvierte den Curso Preparatório da Carreira Diplomática des Rio Branco-Institutes und trat in den auswärtigen Dienst. Ein Jahr später schloss er sein Studium der Rechtswissenschaft an der Universidade Federal do Rio de Janeiro ab. Im Jahr 1996 legte er im Rahmen des Curso de Altos Estudios des Rio Branco Instituts die Arbeit O novo Brasil e o novo Moçambique: a busca de parâmetros de uma parceria sustentável, vor.
Von 1973 bis 1975 wurde Wolowsky in der Abteilung Serviço de Privilégios e Imunidades, Ceremonial eingesetzt, welche er zuletzt als Zeremonienmeister leitete. Anschließend wurde er bis 1977 als Gesandtschaftssekretär dritter Klasse nach Quito und danach als Gesandtschaftssekretär zweiter Klasse bis 1979 nach Ottawa versetzt. Nach seiner Ernennung zum Gesandtschaftssekretär erster Klasse war er von 1983 bis 1986 in Bagdad und dann bis 1988 in Warschau tätig.
Schließlich wurde Wowolsky vom 29. Mai 1998 bis zum 1. August 2006 als Botschafter nach Accra und Ouagadougou berufen und übernahm ab dem 25. Januar 2002 darüber hinaus die Botschaft in Lomé mit Sitz in Accra. Vom 1. August 2006 bis zum 11. August 2010 war er folgte sein Einsatz als Botschafter in Sofia, wo er am 7. Dezember 2006 zusätzlich zum Botschafter in Skopje und am 7. Februar 2007 zum Botschafter in Sarajewo ernannt wurde.
Seit 11. August 2010 ist Wolowsky Botschafter in Brazzaville, wo er am 11. Juli 2011 auch zum Botschafter von Bangui (Zentralafrikanische Republik) berufen wurde.